# داون مک‌اون
داون مک‌اون (انگلیسی: Dawn McEwen؛ زادهٔ ۳ ژوئیهٔ ۱۹۸۰) ورزشکار کرلینگ اهل کانادا است.